# Hans Puls (Musikwissenschaftler)
Hans Puls (* 20. November 1914 in Straßburg; † 21. Februar 1992 in Neunkirchen (Saar)) war ein deutscher Musikwissenschaftler, Philosophie- und Sprachlehrer sowie ein Kirchenliederkomponist.

## Leben
Hans Puls wuchs in der elsässischen Gemeinde Ingwiller auf, wobei ihn zwei schwere Unfälle in früher Kindheit und der frühe, plötzliche Tod seiner Mutter prägten. Bedingt durch die Unfälle verlängerte sich seine Schulzeit, die er 1942 mit dem Abitur in Bouxwiller beendete.
Von 1942 bis 1944 studierte Puls an den Universitäten Freiburg und Frankfurt am Main Französisch, Philosophie und Musikwissenschaft.
Nach dem Krieg nahm Hans Puls 1947 seine Studien in Aix-en-Provence wieder auf und erwarb 1949 die License d'enseignement (Lehrerlaubnis).
Ab 1950 lehrte Puls in Ottweiler am Staatlichen Evangelischen Lehrerseminar und setzte gleichzeitig seine Studien an der Universität des Saarlandes in Saarbrücken fort.
Im Jahre 1956 promovierte er in Musikwissenschaft über Musikauffassung der französischen Romantiker, dargestellt an Lamartine und Victor Hugo. 1956/58 machte Puls seine Abschlüsse für das höhere Lehramt in Französisch und Philosophie und lehrte ab 1957 an der Pädagogischen Hochschule des Saarlandes in Saarbrücken.

## Wirken
In Ottweiler war Hans Puls mit Fragen der Jugend an die Kirche, kirchliche Strukturen und geistlichen Liedern in Berührung gekommen. Er fand in den 1960er Jahren Antworten mit der Schaffung neuer geistlicher Lieder mit modernen Rhythmen. Seine Jazzgottesdienste belebten das Engagement Jugendlicher für die Kirche, und seine Lieder fanden großen Anklang auch bei Kirchentagen (Dortmund 1962, Köln 1964). In den 1980er Jahren schuf er zahlreiche Melodien und Sätze zu Texten von Fritz Roos.

## Kirchenlied
Im Jahre 1962 schuf Hans Puls die Melodie zu Hilf, Herr meines Lebens mit dem Text von Gustav Lohmann und Markus Jenny. Dieses Lied fand Eingang in das Evangelische Gesangbuch (Nr. 419) und in das katholische Gotteslob (Nr. 440).

## Ehrung
Hans Puls erhielt 1988 das Bundesverdienstkreuz am Bande für sein vorbildliches kirchliches Engagement.